# Spilosoma obsoleta
Spilosoma obsoleta är en fjärilsart som beskrevs av Barend J. Lempke 1961. Spilosoma obsoleta ingår i släktet Spilosoma och familjen björnspinnare. Inga underarter finns listade i Catalogue of Life.